# Pristimantis paululus
Pristimantis paululus es una especie de anfibio anuro de la familia Craugastoridae.

## Distribución
Esta especie es endémica de Ecuador. Habita desde los 300 a 570 m de altitud en la cuenca del Amazonas.
Su presencia es incierta en Colombia y Perú.

## Descripción
Los machos miden de 13.6 a 17.1 mm y las hembras de 16.5 a 19.4 mm.

## Publicación original
- Lynch, 1974 : New species of frogs (Leptodactylidae: Eleutherodactylus) from the Amazonian lowlands of Ecuador. Occasional papers of the Museum of Natural History, University of Kansas, n.º 31, p. 1-22[5]